# Kraka Oliefelt
Kraka Oliefelt är ett oljefält i Nordsjön, tillhörigt Danmark.